# Албон, Александр
Алекса́ндр А́лбон (тайск. อเล็กซานเดอร์ อัลบอน, англ. Alexander Albon; род. 23 марта 1996, Лондон) — тайско-британский автогонщик, в 2018 году выступал в Формуле-2 за команду DAMS и занял третье место по итогам сезона. Дебютировал в Формуле-1 в 2019 году за команду Торо Россо. В середине сезона обменялся местами с Пьером Гасли, перейдя в старшую команду «Ред Булл». 2020 год провёл также в «Ред Булле», дважды финишировал на подиуме, но в общей сложности не смог показать результаты на уровне напарника. По окончании сезона был переведен на позицию резервного пилота, уступив место Серхио Пересу.

## Биография
Албон родился в Портлэндском госпитале в Лондоне, столице Великобритании. Его отца зовут Найджел Албон, ранее он был автогонщиком и выступал в BTCC и в кубке Porsche Carrera. Мать Албона — тайка. Алекс получал образование в одной из частных школ Ипсуича, графство Суффолк, прежде чем начал плотно заниматься своей гоночной карьерой.
Александр Албон является буддистом по вероисповеданию.

## Формула-1
Дебютировал в 2019 за Торо Россо. Во 2-й гонке в Бахрейне 31 марта набрал первые очки за 9-е место. После Гран-при Венгрии 2019 года был переведен в команду Red Bull, поменявшись местами с Пьером Гасли. В первом же Гран-при в новой команде, в Бельгии, финишировал пятым. На Гран-при Японии 2019 года улучшил своё достижение до 4-го места, на Гран-при Штирии 2020 года повторил этот результат. Это достижение являлось лучшим вплоть до Гран-при Тосканы 2020 года, где Алекс впервые поднялся на подиум на третье место. Также Алекс поднялся на третье место и в Бахрейне. По итогу сезона стал 7-м в чемпионате, набрав 105 очков. 18 декабря команда Red Bull Racing объявила о подписании Серхио Переса, который заменил тайца, а сам Албон остался в команде на роли резервного и тест-пилота.
В сентябре 2021 года Албон подписал контракт с гоночной командой «Уильямс», чтобы занять место основного пилота британской команды в 2022 году.
3 августа 2022 года стало известно, что Албон подписал многолетний контракт с «Уильямсом» и продолжит выступать за команду в сезоне 2023 года.

## Результаты выступлений

### Общая статистика
| Сезон | Серия                       | Команда                      | Гонки | Победы | Поулы | Л/круги | Подиумы | Очки | Место |
| ----- | --------------------------- | ---------------------------- | ----- | ------ | ----- | ------- | ------- | ---- | ----- |
| 2012  | Еврокубок Формулы-Рено 2.0  | EPIC Racing                  | 14    | 0      | 0     | 0       | 0       | 0    | 38    |
| 2012  | Альпийская Формула-Рено 2.0 | EPIC Racing                  | 14    | 0      | 0     | 0       | 0       | 26   | 16    |
| 2013  | Еврокубок Формулы-Рено 2.0  | KTR                          | 14    | 0      | 1     | 1       | 0       | 22   | 16    |
| 2013  | Формула-Рено 2.0 СЕК        | KTR                          | 6     | 0      | 0     | 1       | 1       | 61   | 22    |
| 2014  | Еврокубок Формулы-Рено 2.0  | KTR                          | 14    | 0      | 1     | 0       | 3       | 117  | 3     |
| 2014  | Формула-Рено 2.0 СЕК        | KTR                          | 6     | 1      | 0     | 1       | 2       | 80   | 17    |
| 2015  | Европейская Формула-3       | Signature                    | 33    | 0      | 2     | 1       | 5       | 187  | 7     |
| 2015  | Гран-при Макао              | Signature                    | 1     | 0      | 0     | 0       | 0       | Н/Д  | 13    |
| 2016  | GP3                         | ART Grand Prix               | 18    | 4      | 3     | 3       | 7       | 177  | 2     |
| 2016  | Формула-3 Мастерс           | Hitech GP                    | 1     | 0      | 0     | 0       | 0       | Н/Д  | 5     |
| 2017  | ФИА Формула-2               | ART Grand Prix               | 20    | 0      | 1     | 1       | 2       | 86   | 10    |
| 2018  | ФИА Формула-2               | DAMS                         | 24    | 4      | 3     | 0       | 8       | 212  | 3     |
| 2019  | Формула-1                   | Red Bull Toro Rosso Honda    | 12    | 0      | 0     | 0       | 0       | 92   | 8     |
| 2019  | Формула-1                   | Aston Martin Red Bull Racing | 9     | 0      | 0     | 0       | 0       | 92   | 8     |
| 2020  | Формула-1                   | Aston Martin Red Bull Racing | 17    | 0      | 0     | 0       | 2       | 105  | 7     |
| 2021  | DTM                         | AlphaTauri AF Corse          | 14    | 1      | 1     | 3       | 4       | 120  | 6     |
| 2022  | Формула-1                   | Williams Racing              | 21    | 0      | 0     | 0       | 0       | 4    | 19    |
| 2023  | Формула-1                   | Williams Racing              | 22    | 0      | 0     | 0       | 0       | 27   | 13    |
| 2024  | Формула-1                   | Williams Racing              | 23    | 0      | 0     | 0       | 0       | 12   | 16    |
| 2025  | Формула-1                   | Williams Racing              | 12    | 0      | 0     | 0       | 0       | 46   | 8*    |

* Сезон продолжается.

### Европейская Формула-3
| Сезон | Команда   | Двигатель  | 1       | 2       | 3       | 4        | 5       | 6       | 7      | 8      | 9       | 10       | 11       | 12       | 13      | 14       | 15      | 16      | 17    | 18    | 19      | 20      | 21      | 22      | 23      | 24      | 25      | 26       | 27         | 28       | 29       | 30       | 31       | 32         | 33      | Место | Очки |
| ----- | --------- | ---------- | ------- | ------- | ------- | -------- | ------- | ------- | ------ | ------ | ------- | -------- | -------- | -------- | ------- | -------- | ------- | ------- | ----- | ----- | ------- | ------- | ------- | ------- | ------- | ------- | ------- | -------- | ---------- | -------- | -------- | -------- | -------- | ---------- | ------- | ----- | ---- |
| 2015  | Signature | Volkswagen | СИЛ 1 4 | СИЛ 2 6 | СИЛ 3 6 | ХОК 1 13 | ХОК 2 8 | ХОК 3 9 | ПО 1 5 | ПО 2 7 | ПО 3 НК | МНЦ 1 21 | МНЦ 2 НУ | МНЦ 3 НУ | СПА 1 3 | СПА 2 16 | СПА 3 9 | НОР 1 5 | НОР 2 | НОР 3 | ЗАН 1 7 | ЗАН 2 4 | ЗАН 3 8 | РБР 1 7 | РБР 2 5 | РБР 3 8 | АЛГ 1 2 | АЛГ 2 12 | АЛГ 3 Сход | НЮР 1 12 | НЮР 2 14 | НЮР 3 11 | ХОК 1 11 | ХОК 2 Сход | ХОК 3 2 | 7     | 187  |

### GP3
| Сезон | Команда        | 1         | 2         | 3         | 4         | 5         | 6          | 7         | 8         | 9         | 10           | 11        | 12         | 13        | 14        | 15        | 16        | 17           | 18           | Место | Очки |
| ----- | -------------- | --------- | --------- | --------- | --------- | --------- | ---------- | --------- | --------- | --------- | ------------ | --------- | ---------- | --------- | --------- | --------- | --------- | ------------ | ------------ | ----- | ---- |
| 2016  | ART Grand Prix | КАТ ГОН 6 | КАТ СПР 1 | РБР ГОН 2 | РБР СПР 2 | СИЛ ГОН 1 | СИЛ СПР 14 | ХУН ГОН 7 | ХУН СПР 1 | ХОК ГОН 4 | ХОК СПР Сход | СПА ГОН 9 | СПА СПР 10 | МНЦ ГОН 6 | МНЦ СПР 2 | СЕП ГОН 1 | СЕП СПР 8 | ЯСМ ГОН Сход | ЯСМ СПР Сход | 2     | 177  |

### Формула-2
| Сезон | Команда        | 1         | 2          | 3         | 4          | 5         | 6         | 7            | 8            | 9            | 10        | 11         | 12         | 13        | 14        | 15         | 16         | 17         | 18        | 19         | 20           | 21        | 22        | 23         | 24        | Место | Очки |
| ----- | -------------- | --------- | ---------- | --------- | ---------- | --------- | --------- | ------------ | ------------ | ------------ | --------- | ---------- | ---------- | --------- | --------- | ---------- | ---------- | ---------- | --------- | ---------- | ------------ | --------- | --------- | ---------- | --------- | ----- | ---- |
| 2017  | ART Grand Prix | БАХ ГОН 6 | БАХ СПР 7  | КАТ ГОН 5 | КАТ СПР 8  | МОН ГОН 4 | МОН СПР 6 | БАК ГОН      | БАК СПР      | РБР ГОН 5    | РБР СПР 2 | СИЛ ГОН 18 | СИЛ СПР 10 | ХУН ГОН 8 | ХУН СПР 7 | СПА ГОН 12 | СПА СПР 18 | МНЦ ГОН 14 | МНЦ СПР 8 | ХЕР ГОН 12 | ХЕР СПР 9    | ЯСМ ГОН 7 | ЯСМ СПР 2 |            |           | 10    | 86   |
| 2018  | DAMS           | БАХ ГОН 4 | БАХ СПР 13 | БАК ГОН 1 | БАК СПР 13 | КАТ ГОН 5 | КАТ СПР 2 | МОН ГОН Сход | МОН СПР Сход | ЛЕК ГОН Сход | ЛЕК СПР 7 | РБР ГОН 5  | РБР СПР 5  | СИЛ ГОН 1 | СИЛ СПР 7 | ХУН ГОН 5  | ХУН СПР 1  | СПА ГОН 5  | СПА СПР 3 | МНЦ ГОН 3  | МНЦ СПР Сход | СОЧ ГОН 1 | СОЧ СПР 3 | ЯСМ ГОН 14 | ЯСМ СПР 8 | 3     | 212  |

† Пилот не финишировал в гонке, но был классифицирован как завершивший более 90 % её дистанции.

### Формула-1
| Легенда к таблице |                                                                    |
| --- | ------------------------------------------------------------------ |
| В таблице перечислены результаты всех Гран-при Формулы-1, в которых принимал участие гонщик. Строками таблицы являются сезоны, столбцами — этапы чемпионата мира. В каждой клетке указаны сокращённое название этапа и результат, дополнительно обозначенный цветом. Расшифровка обозначений и цветов представлена в нижеследующей таблице. |                                                                    |
| \| Пример \| Описание \| \| ------------ \| ------------------------------------------------------------------ \| \| 1 \| Победитель \| \| 2 \| Второе место \| \| 3 \| Третье место \| \| 5 \| Финишировал, заработав очки \| \| Сход \| Не финишировал, но при этом заработал очки \| \| 12 \| Финишировал, не получив очков \| \| НКЛ \| Финишировал, но не попал в финальную классификацию \| \| 15 \| Участвовал вне зачёта, либо по отдельной классификации \| \| 18 \| Не финишировал, но попал в финальную классификацию \| \| Сход \| Не финишировал \| \| НКВ \| Не прошёл квалификацию \| \| НПКВ \| Не прошёл предквалификацию \| \| ДСК \| Дисквалифицирован \| \| ИСК \| Исключён из протокола соревнований \| \| ТТ \| Заявлен для участия только в тренировках \| \| НС \| Участвовал в квалификации, но не стартовал в гонке \| \| Т \| Травмирован или болен \| \| ОТК \| Отказ от участия \| \| НТР \| Прибыл на соревнования, но на трассу не выезжал \| \| НПР \| Был заявлен в числе участников, но не прибыл к началу соревнований \| \| О \| Соревнования отменены \| \| \| Не участвовал \| \| Поул-позиция \| \| \| Быстрый круг \| \| |                                                                    |
| Пример | Описание                                                           |
| 1 | Победитель                                                         |
| 2 | Второе место                                                       |
| 3 | Третье место                                                       |
| 5 | Финишировал, заработав очки                                        |
| Сход | Не финишировал, но при этом заработал очки                         |
| 12 | Финишировал, не получив очков                                      |
| НКЛ | Финишировал, но не попал в финальную классификацию                 |
| 15 | Участвовал вне зачёта, либо по отдельной классификации             |
| 18 | Не финишировал, но попал в финальную классификацию                 |
| Сход | Не финишировал                                                     |
| НКВ | Не прошёл квалификацию                                             |
| НПКВ | Не прошёл предквалификацию                                         |
| ДСК | Дисквалифицирован                                                  |
| ИСК | Исключён из протокола соревнований                                 |
| ТТ | Заявлен для участия только в тренировках                           |
| НС | Участвовал в квалификации, но не стартовал в гонке                 |
| Т | Травмирован или болен                                              |
| ОТК | Отказ от участия                                                   |
| НТР | Прибыл на соревнования, но на трассу не выезжал                    |
| НПР | Был заявлен в числе участников, но не прибыл к началу соревнований |
| О | Соревнования отменены                                              |
| | Не участвовал                                                      |
| Поул-позиция |                                                                    |
| Быстрый круг |                                                                    |

| Сезон | Команда                      | Шасси            | Двигатель                                  | Ш | 1      | 2        | 3        | 4        | 5      | 6      | 7        | 8      | 9        | 10       | 11       | 12     | 13     | 14     | 15     | 16       | 17       | 18       | 19     | 20       | 21     | 22       | 23     | 24     | Место | Очки |
| ----- | ---------------------------- | ---------------- | ------------------------------------------ | - | ------ | -------- | -------- | -------- | ------ | ------ | -------- | ------ | -------- | -------- | -------- | ------ | ------ | ------ | ------ | -------- | -------- | -------- | ------ | -------- | ------ | -------- | ------ | ------ | ----- | ---- |
| 2019  | Red Bull Toro Rosso Honda    | Toro Rosso STR14 | Honda R.A.619H 1,6 V6 T                    | P | АВС 14 | БАХ 9    | КИТ 10   | АЗЕ 11   | ИСП 11 | МОН 8  | КАН Сход | ФРА 15 | АВТ 15   | ВЕЛ 12   | ГЕР 6    | ВЕН 10 |        |        |        |          |          |          |        |          |        |          |        |        | 8     | 92   |
| 2019  | Aston Martin Red Bull Racing | Red Bull RB15    | Honda R.A.619H 1,6 V6 T                    | P |        |          |          |          |        |        |          |        |          |          |          |        | БЕЛ 5  | ИТА 6  | СИН 6  | РОС 5    | ЯПО 4    | МЕК 5    | США 5  | БРА 14   | АБУ 6  |          |        |        | 8     | 92   |
| 2020  | Aston Martin Red Bull Racing | Red Bull RB16    | Honda R.A.620H 1,6 V6 T                    | P | АВТ 13 | ШТИ 4    | ВЕН 5    | ВЕЛ 8    | 70Л 5  | ИСП 8  | БЕЛ 6    | ИТА 15 | ТОС 3    | РОС 10   | АЙФ Сход | ПОР 12 | ЭМИ 15 | ТУР 7  | БАХ 3  | САХ 6    | АБУ 4    |          |        |          |        |          |        |        | 7     | 105  |
| 2022  | Williams Racing              | Williams FW44    | Mercedes-AMG F1 M13 E Performance 1,6 V6 t | P | БАХ 13 | САУ Сход | АВС 10   | ЭМИ 11   | МАЙ 9  | ИСП 18 | МОН Сход | АЗЕ 12 | КАН 13   | ВЕЛ Сход | АВТ 12   | ФРА 13 | ВЕН 17 | БЕЛ 10 | НИД 12 | ИТА ТТ   | СИН Сход | ЯПО Сход | США 13 | МЕХ 12   | САП 15 | АБУ 13   |        |        | 19    | 4    |
| 2023  | Williams Racing              | Williams FW45    | Mercedes-AMG F1 M14 E Performance 1,6 V6 t | P | БАХ 10 | САУ Сход | АВС Сход | АЗЕ 12   | МАЙ 14 | МОН 14 | ИСП 16   | КАН 7  | АВТ 11   | ВЕЛ 8    | ВЕН 11   | БЕЛ 14 | НИД 8  | ИТА 7  | СИН 11 | ЯПО Сход | КАТ 13   | США 9    | МЕХ 9  | САП Сход | ЛАС 12 | АБУ 14   |        |        | 13    | 27   |
| 2024  | Williams Racing              | Williams FW46    | Mercedes-AMG F1 M15 E Performance 1,6 V6 t | P | БАХ 15 | САУ 11   | АВС 11   | ЯПО Сход | КИТ 12 | МАЙ 18 | ЭМИ Сход | МОН 9  | КАН Сход | ИСП 18   | АВТ 15   | ВЕЛ 9  | ВЕН 14 | БЕЛ 12 | НИД 14 | ИТА 9    | АЗЕ 7    | СИН Сход | США 16 | МЕХ Сход | САП НС | ЛАС Сход | КАТ 15 | АБУ 11 | 16    | 12   |
| 2025  | Atlassian Williams Racing    | Williams FW47    | Mercedes-AMG F1 M16 E Performance 1,6 V6 t | P | АВС 5  | КИТ 7    | ЯПО 9    | БАХ 12   | САУ 9  | МАЙ 5  | ЭМИ 5    | МОН 9  | ИСП Сход | КАН Сход | АВТ Сход | ВЕЛ 8  | БЕЛ    | ВЕН    | НИД    | ИТА      | АЗЕ      | СИН      | США    | МЕХ      | САП    | ЛАС      | КАТ    | АБУ    | 8*    | 46*  |

* Сезон продолжается.